# ブレンノ・オリヴェイラ・フラガ・コスタ
ブレンノ（Brenno）ことブレンノ・オリヴェイラ・フラガ・コスタ（ポルトガル語: Brenno Oliveira Fraga Costa、1999年4月1日 - ）は、ブラジルのサッカー選手。ポジションはGK。

## クラブ歴
デスポルチーヴォ・ブラジルの下部組織出身で、2017年にグレミオFBPAに加入。2019年3月17日にカンピオナート・ガウショで選手初出場。2021年に正ゴールキーパーとなった。

## 代表歴
2021年7月2日に東京オリンピックメンバーに選出され優勝した。